# Serie C NFLI 2005
La Serie C NFLI 2005 è stata la diciannovesima edizione del terzo livello del campionato italiano di football americano (quinta con la denominazione Serie C, terza edizione a 9 giocatori); è stato organizzato dalla NFL Italia.

## Regular season

### Classifica

#### Girone Centro
| Pos. | Squadra                | %V    | G | V | N | P | PF  | PS  |
| ---- | ---------------------- | ----- | - | - | - | - | --- | --- |
| 1    | Red Jackets Sarzana    | 1.000 | 6 | 6 | 0 | 0 | 274 | 34  |
| 2    | Gechi Sassuolo         | .500  | 6 | 3 | 0 | 3 | 102 | 60  |
| 3    | Centurions Alessandria | .500  | 6 | 3 | 0 | 3 | 114 | 106 |
| 4    | Bucs Liguria           | .500  | 6 | 3 | 0 | 3 | 100 | 94  |
| 5    | Bobcats Parma          | .000  | 6 | 0 | 0 | 6 | 36  | 232 |

#### Girone Nord
| Pos. | Squadra                  | %V    | G | V | N | P | PF  | PS  |
| ---- | ------------------------ | ----- | - | - | - | - | --- | --- |
| 1    | Blue Storms Gorla Minore | 1.000 | 6 | 6 | 0 | 0 | 166 | 56  |
| 2    | Crusaders Cagliari       | .667  | 6 | 4 | 0 | 2 | 143 | 39  |
| 3    | Lancieri Novara          | .333  | 6 | 2 | 0 | 4 | 37  | 60  |
| 4    | Daemons Brugherio        | .333  | 6 | 2 | 0 | 4 | 73  | 121 |
| 5    | Frogs Legnano            | .167  | 6 | 1 | 0 | 5 | 21  | 164 |

#### Girone Sud
| Pos. | Squadra            | %V    | G | V | N | P | PF  | PS  |
| ---- | ------------------ | ----- | - | - | - | - | --- | --- |
| 1    | Barbari Roma Nord  | 1.000 | 6 | 6 | 0 | 0 | 288 | 24  |
| 2    | Longhorns Grosseto | .667  | 6 | 4 | 0 | 2 | 192 | 112 |
| 3    | Delfini Taranto    | .200  | 5 | 1 | 0 | 4 | 14  | 212 |
| 4    | Trucks Bari        | .000  | 5 | 0 | 0 | 5 | 38  | 184 |

## Playoff
|  | Wild Card | Wild Card                | Wild Card                |                          |                   | Semifinali        | Semifinali        | Semifinali |  |  | III Ninebowl | III Ninebowl | III Ninebowl |  |
|  |           |                          |                          |                          |                   |                   |                   |            |  |  |              |              |              |  |
|  |           |                          |                          |                          |                   | 1S                | Barbari Roma Nord | 30         |  |  |              |              |              |  |
|  |           |                          |                          |                          |                   | 1S                | Barbari Roma Nord | 30         |  |  |              |              |              |  |
|  |           |                          |                          | Crusaders Cagliari       | 14                |                   |                   |            |  |  |              |              |              |  |
|  | 2N        | Crusaders Cagliari       | 26                       | Crusaders Cagliari       | 14                |                   |                   |            |  |  |              |              |              |  |
|  | 2N        | Crusaders Cagliari       | 26                       |                          |                   |                   |                   |            |  |  |              |              |              |  |
|  | 2S        | Longhorns Grosseto       | 20 ot                    |                          |                   |                   |                   |            |  |  |              |              |              |  |
|  | 2S        | Longhorns Grosseto       | 20 ot                    |                          | Barbari Roma Nord | Barbari Roma Nord | 14                |            |  |  |              |              |              |  |
|  |           |                          |                          |                          |                   |                   |                   |            |  |  |              |              |              |  |
|  |           |                          | Blue Storms Gorla Minore | Blue Storms Gorla Minore | 0                 |                   |                   |            |  |  |              |              |              |  |
|  |           |                          |                          | Blue Storms Gorla Minore | 0                 |                   |                   |            |  |  |              |              |              |  |
|  |           |                          |                          |                          |                   |                   |                   |            |  |  |              |              |              |  |
|  |           |                          |                          |                          |                   |                   |                   |            |  |  |              |              |              |  |
|  |           | 1C                       | Red Jackets Sarzana      | 12                       |                   |                   |                   |            |  |  |              |              |              |  |
|  |           |                          |                          | 12                       |                   |                   |                   |            |  |  |              |              |              |  |
|  |           |                          |                          | Blue Storms Gorla Minore | 15                |                   |                   |            |  |  |              |              |              |  |
|  | 1N        | Blue Storms Gorla Minore | 26                       | Blue Storms Gorla Minore | 15                |                   |                   |            |  |  |              |              |              |  |
|  | 1N        | Blue Storms Gorla Minore | 26                       |                          |                   |                   |                   |            |  |  |              |              |              |  |
|  | 4C        | Bucs Liguria             | 0                        |                          |                   |                   |                   |            |  |  |              |              |              |  |

### III Ninebowl
Il III Ninebowl si è disputato il 15 maggio 2005 al Campo Paolo VI di Brugherio. L'incontro è stato vinto dai Barbari Roma Nord sui Blue Storms Gorla Minore con il risultato di 14 a 0.

## Verdetti
- Barbari Roma Nord vincitori del Ninebowl.